# Счастье
Сча́стье (праславянское *sъčęstь̂je объясняют из *sъ- «хороший» и *čęstь «часть», то есть «хороший удел») — состояние, которое соответствует наибольшей внутренней удовлетворённости условиями своего бытия, полноте и осмысленности жизни, осуществлению своего призвания, самореализации. Также является эмоцией.
Феномен счастья изучается психологией, философией, социологией и экономической теорией (экономика счастья), а также религией.

## Физиология счастья
Физиология счастья тесно связана с так называемыми «гормонами счастья» — эндорфинами, серотонином и дофамином. Их синтез и круговорот в организме нарушаются при эндокринных, бактериальных и вирусных заболеваниях. Серотонин является нейромедиатором головного мозга и центральной нервной системы (ЦНС), который вырабатывается в желудочно-кишечном тракте и отделах центральной нервной системы. Если эндорфины влияют, в основном, на кратковременные состояния эйфории и радости, то серотонин, его регулярная выработка и процессы захвата в нейронах, в большей степени создают фон счастья и долговременной удовлетворённости. Другой гормон и нейромедиатор, тесно связанный с серотонином, — дофамин. Дофамин является одним из химических факторов внутреннего подкрепления и служит частью «системы поощрения» мозга. Серотониновая система является тормозящей (защитной), отвечает за сон, обработку памяти, интеграцию полученного опыта, снижение болевой чувствительности, контроль и подавление отрицательных эмоций, получение удовлетворения от расслабления. Дофаминовая система в основном является активирующей, направлена на поощрение какой-либо деятельности, внимание, творчество, обучение, новые пути взаимодействий, получение удовлетворения от активности, — физической, умственной или эмоциональной. Дофамин и дофаминергическая система также отвечают за формирование привязанностей, эмоциональную эмпатию, чувства любви и достижение оргазма. Система поощрения и центры удовольствия являются частью более общей, так называемой мотивационной петли обратной связи человека «кора — базальные ганглии — таламус — кора». Здоровый образ жизни, регулярная физическая активность, полноценное и сбалансированное питание, общение с людьми помогают сохранять правильную работу эндокринной и нервной систем человека.

## Связь счастья и различных факторов

### Связь счастья и физической привлекательности
Красота влияет на уровень счастья людей, что весьма очевидно. Имеет место как прямое влияние, так и косвенное: повышенный социальный успех и более высокие зарплаты при том оказывают даже больший эффект, чем само ощущение себя красивым. Обнаружено также, что красота сама по себе для женщин действительно важнее, чем для мужчин. Красота детей, по всей видимости, каким-то образом также коррелирует с образованностью и высокими доходами во взрослой жизни, тем самым, делая счастливее.

### Связь счастья и социальных взаимодействий
Гарвардское исследование счастья, начавшееся в 1938 году и продолжающееся до сих пор, подтверждает важность крепких тёплых отношений с близкими людьми для счастья. Исследование показало, что близкие отношения, а не деньги или слава, делают людей счастливыми на протяжении всей жизни. Эти связи защищают людей от жизненных трудностей или неудовлетворённости, помогают отсрочить умственный и физический упадок и являются наиболее точными индикаторами долгой и счастливой жизни, чем социальный класс, IQ или даже гены. Этот вывод оказался справедливым для всех, как среди студентов Гарварда, так и среди участников из бедных районов города. Интересным выводом данной работы является то, что роль генетики и предков-долгожителей оказалась менее важной для долголетия, чем уровень удовлетворённости отношениями в среднем возрасте, который теперь признан хорошим предиктором здорового старения. Исследование также опровергло идею о том, что к 30 годам личность человека «застывает как гипс» и его невозможно изменить.
Удовлетворённость жизнью коррелирует с семейным положением, главным образом с составом семьи (семейное положение родителей, количество детей и т. д.). Например, размер семьи оказывает положительное влияние на индивидуальное счастье. Утверждают, что только тогда, когда в семьях рождается первый ребёнок, наблюдается положительный эффект на их счастье. В этом ключе исследователи указывают, что наличие детей отрицательно связано с субъективным благополучием из-за негативного влияния на финансовое удовлетворение. Счастье пожилых людей более уязвимо, когда они живут одни, чем когда они живут с семьёй.
Присутствие романтического партнёра может понизить давление в стрессовой ситуации, а студентам существенно уменьшить стресс перед экзаменами помогает общение с собаками.

### Связь счастья и богатства
Исследователи сходятся во мнении, что для счастья требуется определённый минимум денег. Однако, как только базовые проблемы решены, связь быстро размывается. Так, известный американский психолог Даниел Канеман в соавторстве с известным экономистом Ангусом Дитоном открыл нелинейную зависимость субъективного ощущения счастья от величины дохода. По Канеману и Дитону, американцы замечают повышение уровня счастья от повышения дохода до достижения уровня $75 000 в год. После этой точки влияние роста благосостояния на ощущение счастья снижается. При закрытии определённых материальных потребностей на передний план выходят иные пункты, влияющие на счастье. «Больше денег не обязательно приносит больше счастья, но меньше денег связано с эмоциональной болью. Возможно, 75 000 долларов — это порог, за которым дальнейшее увеличение дохода больше не улучшает способность людей делать то, что наиболее важно для их эмоционального благополучия...» «Данные показывают, что выше определённого уровня стабильного дохода эмоциональное благополучие людей ограничивается другими факторами их темперамента и жизненных обстоятельств». Работа 1984 г. также показывает, что миллиардеры в среднем не сильно счастливее обычных людей. Никто из респондентов не верил, что деньги являются основным источником счастья.
Однако более свежие исследования утверждают, что такая взаимосвязь не находит подтверждения, и в действительности уровень счастья пропорционален заработку.
Так или иначе, уровень дохода влияет на уровень счастья. Отмечается также мнение, что и уровень счастья влияет на уровень доходов.
Филип Брикман и его коллеги в 1978 г. опубликовали исследование о том, что выигрыши в лотерею приносят счастье лишь на некоторый период времени, после чего вырабатывается привыкание и уровень счастья возвращается к прежним показателям (а иногда и более низким). Исследователи обнаружили, что победители лотереи не были статистически значимее счастливее, чем контрольная группа. Однако данное исследование имеет ряд недостатков, например, небольшая выборка. Более поздние работы демонстрируют долговременный положительный эффект на психологическое благополучие даже небольших выигрышей в лотерею. Другое исследование показало, что победители лотереи имеют лучшее психическое здоровье — вероятно, потому, что они испытывают меньше финансового стресса, — но могут иметь худшее физическое здоровье из-за принятия более рискованных решений. Но конкурирующее исследование показало, что менее образованные победители лотереи имеют худшее психическое здоровье после выигрыша.
Безработица ассоциирована с несчастьем.

### Связь счастья и уровня научно-технического прогресса
Данные об этом факторе имеют противоречивый характер.

### Связь счастья и интеллекта
Чрезмерный оптимизм связывают с низкими когнитивными способностями.
Существуют данные, что уровень интеллекта влияет на карьерный успех, который ассоциирован с уровнем счастья. Имеются также сведения, что люди, зарабатывающие очень большие деньги, оказались не самыми большими интеллектуалами. Учёные выяснили, что связь между интеллектом и заработной платой сильна для большинства людей, однако при превышении порогового уровня дохода он перестаёт играть роль в дифференциации людей с различными когнитивными способностями. Так, люди, получающие более 60 000 евро в год, находились на весьма скромных позициях по уровню интеллекта.
Таким образом, с учётом ряда других факторов, низкий интеллект может как делать людей счастливее, так и наоборот. В общем некоторыми работами показано, что, вопреки распространённому мнению, те люди, чей IQ ниже, менее счастливы, чем люди с более высоким IQ. Есть утверждения, что умные люди не счастливее своих менее умных сограждан, но средняя сообразительность соотечественников идёт вровень со средним счастьем в странах. Это говорит о том, что интеллект повышает уровень счастья лишь косвенно, через его влияние на общество.
Сто́ит также упомянуть об обратной связи: зависимости психологических аспектов личности и интеллекта. К примеру, больше всего отрицательных корреляций с умственными способностями оказалось у невротизма. Положительно коррелируют со многими умственными способностями личностные черты, тесно связанные с низким невротизмом, такие как общая самооценка, стрессоустойчивость и вера в то, что происходящие с человеком события во многом зависят от него самого, а не от внешних сил или случая. Аспекты другого фактора «Большой пятёрки», доброжелательности (Agreeableness), в целом слабо коррелируют с умственными. Многие аспекты и грани добросовестности (Conscientiousness), особенно трудолюбие (industriousness), положительно коррелируют и с отдельными когнитивными способностями, и с общим интеллектом (фактором g). То же самое справедливо для личностных характеристик, отражающих индивидуализм и веру в собственные силы. Четвёртый фактор «Большой пятёрки», экстраверсия (см. Extraversion and introversion), сам по себе слабо коррелирует с когнитивными способностями. Этого, однако, нельзя сказать о некоторых отдельных гранях этой комплексной характеристики. Такой важный аспект экстраверсии, как общительность (sociability), отрицательно коррелирует со способностью к количественным рассуждениям и положительно — с вербальными способностями (слабые корреляции). Были выявлены положительные корреляции между некоторыми умственными способностями и комплексными характеристиками «оптимизм» и «амбициозность» (в последнем случае речь идёт в основном о «приобретённых» умственных способностях). Последний, пятый фактор «Большой пятёрки» — открытость опыту (Openness to experience) во всех своих разнообразных проявлениях, как правило, положительно коррелирует с умственными способностями.
Представление о том, что умные люди обладают высокими показателями счастья, признаётся контринтуитивным. Однако данное представление не справедливо в отношении академического сообщества. Было показано, что высокий уровень стресса, присущий исследователям, увеличивает риск выгорания и депрессии. Это может быть связано как с социальными причинами, так и с тем, что решение сложных интеллектуальных задач приносит дискомфорт.
Небольшое, но растущее число количественных исследований, в которых использовались анкеты, созданные авторами, и проверенные показатели психического здоровья, дали представление о распространённости и тяжести психических заболеваний, в частности, среди аспирантов. Эванс и другие использовали опросник по генерализованному тревожному расстройству (GAD-7) и опросник по состоянию здоровья пациента (PHQ-9), чтобы показать, что аспиранты (включая как студентов магистратуры, так и докторантов) в шесть раз чаще сообщают, что испытывают тревогу и депрессию по сравнению с населением в целом, при этом плохой баланс между работой и личной жизнью и плохие отношения с наставниками коррелируют с худшими последствиями для психического здоровья. Аналогичным образом, систематический обзор и метаанализ показали, что у 24 % докторантов наблюдались клинически значимые симптомы депрессии, а у 17 % проявлялись клинически значимые симптомы тревоги, показатели которых были определены как аналогичные предполагаемым показателям распространённости в других группах населения с высоким уровнем стресса, включая студентов-медиков и врачей-ординаторов. Другая работа показала, что среди 2046 представителей академического сообщества Великобритании у 53,2 % наблюдались вероятные признаки депрессии.
Другие исследования также показывают, что отсутствие высшего образования у жителей США влияет на счастье и склонность к суицидам даже сильнее, чем раса.

### Прочие факторы
Гарвардское исследование счастья показало, что с возрастом люди осознают приоритет важных для них вещей перед работой и прочими необходимостями, что делает их счастливее. "Делайте то, что нравится" – таков залог счастья, следующий из исследования. Удовлетворённость своей работой делает счастливее.
В работе 1984 года, сравнивавшей уровень счастья у миллиардеров и простых людей, утверждается: когда основные источники счастья, упомянутые обеими группами, были закодированы как потребности Маслоу, выяснилось, что богатая группа чаще упоминала самооценку и самореализацию и реже упоминала физиологические потребности и потребности в безопасности.
Показано, что вспышка пандемии Covid-19 негативно повлияла на качество жизни испанских граждан и, следовательно, на их счастье.
Красота места проживания повышает уровень счастья. Неспешная прогулка (20-30 минут) помогает снизить уровни двух известных биомаркеров стресса — кортизола и альфа-амилазы.

## В философии
В античной этике проблема счастья являлась центральной категорией. Первым её исследовал Аристотель, который определил счастье как «деятельность души в полноте добродетели» (Никомахова этика). Добродетель определялась как то, что ведёт к счастью.
В эпоху эллинизма счастье было отождествлено с удовольствием в философии эпикуреизма. Древнегреческое слово счастье — «эвдемония» (eudaimonia, εὖ — добро, δαίμων — божество) — дословно означало судьбу человека, находящегося под покровительством богов.
Восточная философия, провозглашая недостижимость счастья в материальном мире, в своих биологическом, физиологическом, социальном, экономическом и логическом аспектах учит практическому пути достижения индивидуальной счастливой жизни.
В этой связи показательна следующая цитата:

К счастью можно прийти двумя путями. Первый путь — внешний. Приобретая лучшее жилище, лучшую одежду, более приятных друзей, мы можем в той или иной степени обрести счастье и удовлетворение. Второй путь — это путь духовного развития, и он позволяет достичь счастья внутреннего. Однако эти два подхода не равноценны. Внешнее счастье без внутреннего не может длиться долго. Если жизнь рисуется вам в чёрных красках, если вашему сердцу чего-то недостает, вы не будете счастливы, какой бы роскошью себя ни окружили. Но если вы достигли внутреннего спокойствия, то можете обрести счастье даже в самых тяжёлых условиях.— Далай-лама XIV
С точки зрения йоги счастье — естественное состояние человека, свойство его природы. Однако в повседневной жизни истинное «Я» человека бывает скрыто под слоями привычного беспокойства. Это беспокойство можно преодолеть с помощью медитации, и тогда человеку откроется его истинное Я, и он сможет испытать чувство глубокого счастья.
Аристотель также считал, что друзья есть то благо, которым в числе прочих должен обладать счастливый человек.
Показательной является и следующая цитата:

Ведь для полноты жизни человека, которая называется счастьем, недостаточно материального благополучия и физического здоровья. Высшие радости жизни — это радости духовной жизни. Но восприятие и понимание последних прямо пропорционально степени развития сознания. Улучшение материального положения масс должно сопровождаться развитием их сознания, их духовной жизни.— 
Фома Аквинский в Сумме теологии (часть 2, главы 2 — 5) полагал, что счастье (лат. — beatitudo) состоит в «восприятии совершенного блага» (adeptionem perfecti boni), однако «в этой жизни» (in hac vita) оно недостижимо.
Многие философы и психологи (Виктор Франкль, Эрих Фромм и др.) подчёркивают, что радость и счастье не являются полностью идентичными понятиями.

## В психологии
В позитивной психологии применяется, в частности, следующая формула счастья:
Счастье = глубокое удовлетворение жизнью + максимум положительных эмоций + минимум негативных эмоций.
Причём, положительные эмоции связаны со счастьем в настоящий момент, а глубокое удовлетворение — со счастьем в долгосрочном периоде. Таким образом, счастье — радость, которую мы ощущаем, когда стремимся раскрыть свой потенциал.
Мартин Селигман, один из основателей этого направления психологии, утверждает, что навыкам счастья можно обучить подобно навыкам игры на музыкальном инструменте.
В соответствии с концепцией представителя гуманистической психологии К. Роджерса, самопознание даёт человеку способность к личностному росту, самосовершенствованию, самоактуализации, что является необходимым условием достижения полноты жизни, ощущения радости жизни, осознания смысла жизни. К специальным средствам самопознания относятся различные современные формы работы психолога: индивидуальное консультирование, при котором психолог строит работу с пациентом таким образом, чтобы тот максимально раскрылся, понял свои проблемы, нашёл внутренние ресурсы для их разрешения; работа в группе социально-психологического тренинга.
Согласно известному психологу Джону Готтману, успех и счастье во всех сферах жизни, в том числе в семейных отношениях, определяется осознанием своих эмоций и способностью справляться со своими чувствами. И это качество называют «эмоциональный интеллект».
Б. Г. Кузнецов в книге «Философия оптимизма» приводит свою интерпретацию психологического закона Вебера Фехтнера: человек ощущает себя счастливым только тогда, когда факторы, делающие человека счастливым, возрастают. В противном случае ощущение счастья исчезает.
Американский психолог Лоуренс Хоуэллс считает счастье самой важной из эмоций, поскольку многие решения люди принимают исходя из того, принесут ли эти решения счастье в настоящем или будущем.

## В религии
Православная трактовка сводится к тому, что, по словам профессора Московской духовной академии, богослова А. И. Осипова, счастье является внутренним состоянием человека и не зависит от степени его обеспеченности материальными благами, в подтверждение чего он приводит историю, случившуюся с игуменом Никоном (Воробьёвым), который «в юности был заражён идеями прогресса, свободы, равенства, братства». Как-то раз Никона потрясла опубликованная в газетах информация о самоубийстве сверхобеспеченного двадцатилетнего сына миллионера по причине несчастной любви. Осипов задаётся вопросом: «А что же тогда счастье?». И отвечает: «Это радость!». И вспоминает два случая, первый из которых случился с Никоном Оптинским, последним насельником Оптинского монастыря, арестованным в 1929 году. Рассказывает: "Его обрили, остригли, сняли с него все монашеские одежды, надругались над ним полностью, посадили со шпаной, там он заболел туберкулёзом… Удавалось передавать письма. В одном из последних писем строка: «Счастью моему нет предела, я наконец узнал, что такое „Царство Божие внутри вас есть“»". Второй случай взят из жития великомученика Евстратия Севастийского (+ ок. 284-305), градоправителя и военачальника, пострадавшего за Христа при императоре Диоклетиане в Севастии Армянской, Каппадокийской (греч. Σεβάστεια, лат. Sebastia/Sebastea/Sebasteia, арм. Սեբաստիա), городе в Малой Армении, ныне - Сивас (Sivas), административный центр ила Сивас, Турция.[прояснить], жившего в третьем веке. Богослов говорит, что «когда с него [Евстратия] снимали кожу… вдруг у него необыкновенно озарилось лицо и он воскликнул: „Мучение это суть радость рабам твоим“. Мучители были настолько потрясены, что некоторые из них бросили орудия казни и тут же сказали: „Я христианин!“. Им тут же снесли головы, конечно». По словам А. И. Осипова, «христианство даёт человеку возможность приобрести истинное счастье». В другой публичной лекции профессор-богослов Осипов дал краткое и ёмкое определение: «Счастье — это быть довольным». Это определение взято из Библии, из Первого послания апостола Павла Тимофею, глава 6, стих 6: «Великое приобретение — быть благочестивым и довольным.»

### Счастье в семье
Димитрий Смирнов, протоиерей Русской православной церкви, церковный и общественный деятель, бывший председатель Патриаршей комиссии по вопросам семьи, защиты материнства и детства неоднократно говорил что счастье возможно только в семье. «Воспитывать их так, чтобы они увидели семью как важнейшую ценность земли. Потому что если человек не построил свою семью, то на каком бы поприще он бы ни преуспел, он не может быть счастлив. Потому что сам Господь Бог создал человека не как индивидуума с некоторыми правами: мужчину и женщину он сотворил, сказав им: „Плодитесь и размножайтесь“. Сам Создатель нас создал как семью, поэтому мы только в семье можем обрести гармонию и счастье, живя здесь, на земле. И только семья может научить человека настоящему христианству. В этом наше спасение». «Мне приходилось общаться со многими богатыми людьми, но ни разу счастливого среди них не встретил… Настоящее счастье я наблюдал только в больших семьях, где муж и жена любят друг друга; когда дети вырастают не на улице, а в атмосфере семейной любви. Эта атмосфера с рождением каждого ребёнка увеличивается, уплотняется. Если два человека — мужчина и женщина — имеют хороших, верующих, трудолюбивых детей, то они имеют счастье, которое превышает все остальные счастья, которые только есть на земле. Это счастье никак не зависит от каких-то внешних обстоятельств. Семья и дети, которые это счастье излучают, тебя постоянно этим счастьем нагружают. Ты в нём купаешься… Я пришёл к выводу, что если человек хочет сам выстроить своё счастье, он должен выстроить свою семью».

## В литературе
В юмористической повести братьев Стругацких «Понедельник начинается в субботу» даются следующие определения счастья:
… простейшие негативные определения («Не в деньгах счастье»), простейшие позитивные определения («Высшее удовлетворение, полное довольствие, успех, удача»), определения казуистические («Счастье есть отсутствие несчастья») и парадоксальные («Счастливей всех шуты, дураки, сущеглупые и нерадивые, так как укоров совести они не знают, призраков и прочей нежити не страшатся, боязнью будущих бедствий не терзаются, надеждой будущих благ не обольщаются»). 

## В культуре
- В Томске установлен памятник счастью.